# 5780 Lafontaine
5780 Lafontaine este o planetă minoră (asteroid), cu un diametru de 22,593 km, din centura de asteroizi. A fost descoperită pe 2 martie 1990 la Observatorul La Silla de Eric Walter Elst și a fost numită după Jean de La Fontaine. 
Obiectul prezintă o orbită caracterizată de o semiaxă mare de 3,3475816 UAi, o excentricitate de 0,13, o înclinație de 8,67711 ° în raport cu ecliptica.